# Giro di Campania 1980
Il Giro di Campania 1980, quarantottesima edizione della corsa, si svolse il 21 marzo 1980 su un percorso di 236 km. La vittoria fu appannaggio dell'italiano Giuseppe Saronni, che completò il percorso in 5h53'39", precedendo i connazionali Pierino Gavazzi e Silvano Contini.

## Ordine d'arrivo (Top 10)
| Pos. | Corridore                | Squadra                    | Tempo    |
| ---- | ------------------------ | -------------------------- | -------- |
| 1    | Giuseppe Saronni         | Gis Gelati                 | 5h53'39" |
| 2    | Pierino Gavazzi          | Magniflex-Olmo             | ?        |
| 3    | Silvano Contini          | Bianchi-Piaggio            | ?        |
| 4    | Giuseppe Martinelli      | Mobili San Giacomo-Benotto | ?        |
| 5    | Claudio Bortolotto       | Mobili San Giacomo-Benotto | ?        |
| 6    | Freddy Maertens          | Mobili San Giacomo-Benotto | ?        |
| 7    | Bruno Leali              | Inoxpran                   | ?        |
| 8    | Gianbattista Baronchelli | Bianchi-Piaggio            | ?        |
| 9    | Alfio Vandi              | Famcucine-Campagnolo       | ?        |
| 10   | Glauco Santoni           | Famcucine-Campagnolo       | ?        |